# ワーブッシュ
ワーブッシュ（英: Wabush）は、カナダ・ニューファンドランド・ラブラドール州ラブラドール地方西部の町。ケベック州と接している。鉄鉱石の採掘で知られており、隣町であるラブラドール・シティーと併せて双子都市で、2つの町で「ラブラドール・ウェスト」と呼ばれている。
1960年代にカナダ鉄鉱石会社（Iron Ore Company of Canada）によって町が開かれ、現在でも鉄鉱石の採掘が主要産業である。

## 経済
隣町であるラブラドール・シティーと併せて鉄鉱石の採掘が主要産業である。ラブラドール・ウェストでは1970年代に人口はピークを迎え、地域全体で22,000人を超えていた。20世紀末にカナダ・クリフス天然資源会社（Cliffs Natural Resources Canada）がスカリー鉱山を閉鎖凍結し、鉄鉱石産出を縮小したことにより、町の規模も縮小した。2018年以降、タコラ資源（Tacora Resources Inc.）が鉱山資産を買収し再始動し始め、徐々にコミュニティーが再活性化しつつある。現在はリオ・ティントの傘下であるカナダ鉄鉱石会社の鉱山とタコラ資源のスカリー鉱山で勤務する人が人口の大半である。

## 交通
- 航空：ワーブッシュ空港（Wabush Airport）にPAL航空の定期便が就航している他、チャーター便も発着する。また夏季はリトル・ワーブッシュ湖に水上飛行場が開設され飛行艇が離発着する[3]。
- 道路：トランスラブラドール・ハイウェイの500号線がケベック州州境からワーブッシュを通過しハッピーバレー・グースベイを結んでいる。

## 文化
イギリスのSF作家ジョン・ウィンダムの小説「さなぎ」（’’The Chrysalids’’ / Re-Birth）に「ワクヌク」と言う地名で登場する。